# Por favor (serie de televisión China)
Por favor, en Chino: 请君; Qing Jun, también conocida cómo "Please Your Lord" en inglés, en España, Por Favor, en México, Mil Años para Ti, es una serie de televisión china basada en la novela escrita por Fang Qiang Qiang y dirigida por Steve Cheng. Está protagonizada por Li Qin, Hei Zi, Sun Zi Jun, Ren Jia Lun, Chang Long, Huang Qi Lin Er, Xiao Shen Yang, el drama se transmitió en varios canales desde el 15 de septiembre del 2022 hasta el 6 de octubre del 2022.

## Sinopsis
En el "General de una vez en mil años", Lu Yan se durmió durante tres mil años para resucitar a una misteriosa "Dama Justa". Un día, Yu Deng Deng, el jefe de la aldea de Qingquan, lo despierta por error. Pronto, como lo encuentra bastante atractivo, intenta obligarlo a casarse con ella, sin saber quién es él realmente, el romance entre un dios de la guerra que tiene miles de años y la líder femenina de un grupo de bandidos.

## Reparto

### Personajes principal
- Ren Jia Lun cómo Lu Yan, príncipe del antiguo reino de Shu. Un dios de la guerra que ha vivido durante tres mil años.
- Li Qin cómo Yu Dengdeng, Yun Xi, jefe de la fortaleza de Qing Quan. Su reencarnación anterior es la Santa del Clan Espíritu.
- Huang Qi Lin Er cómo Yu Dengdeng (Joven).

### Fortaleza de Qing Quan
- Xiao Shen Yang cómo Lu Er, segundo al mando de Qing Quan Stronghold. Padre adoptivo de Yu Dengdeng
- Chang Long cómo Peng Dahai, discípulo de Yu Dengdeng.
- Sun Zi Jun cómo Peng Dahai, identidad femenina alternativa.
- Hei Zi cómo Yu Tanzi, el padre de Yu Dengdeng.
- Wang Ze Zong cómo Da Qian, jefe de la fortaleza de Qing Quan.
- Shao Zhen Kun cómo Li Dan'er.

### Clan Espiritual
- Lai Yi cómo Zhu Rong, líder del Clan Espíritu. El enemigo de Lu Yan y Yun Xi.
- Cao Xi Yue cómo Black Saint Girl.
- Song Wen Zuo cómo A Xin, ex subordinado de Yun Xi. Actualmente, el comerciante de Xin Ji Sedan Shop.
- Deng Zhi Yuan cómo A Chang, ex subordinado de Yun Xi. Actualmente, el comerciante de Xin Ji Sedan Shop.
- Li Ya Nan cómo Boss Bu, modista.
- Eddie Ko cómo el tío Ya, fotógrafo.

### Otros
- Chen Xi Jun cómo Gu Beixi, jefe de la fortaleza de Nan Feng y le gusta Yu Dengdeng.
- Wu Ming Jing como Bai Shiqi.
- Zhu Yong Teng como el oficial de policía Bai, el padre de Bai Shiqi.
- Huang Xiao Ge como Madre Yu.
- Kou Zhen Hai como Maestro Lu.
- Liu Jun Yao como Wan Lishan, subordinado de Gu Beixi.
- Wang Hai Xiang como Wei Du, ex subordinado de Lu Yan.
- Li Bo Yang como Dai Dai.
- Li Chang Ru como líder del pequeño equipo.
- Jin Jun Xiu como Zheng San.
- Yang Jin Jie como Cui Zhu.
- Wang Zi Chen cómo reportero Shao.
- Lu Yong como jefe de provincia.
- Ren Xi Hong como jefe de la tribu Bei Gou.
- An Jie como Huan Ling.
- Xie Yu Fei como Xiao Mei.
- Yu Tong como Little Madame.
- Ding Jia Wen como Mister Lu, el prometido original de Yu Dengdeng.
- Guan Ying Chun como jefe de la fortaleza de Yan Fei.
- Wu Hao como jefe de la fortaleza de Xiong Ya.
- Du Chang An cómo jefe de la aldea de Bai Le.
- Yin Jian como Tuo Ye.
- Wang Jun Qing como Espíritu de orejas largas.
- Miao Cun Yi como espíritu de nariz grande.
- Ji Ke Yu como espíritu de dientes de conejo.
- Zheng Shao Kai como espíritu de dientes abiertos.
- Li Shi Qi como intérprete de la compañía.
- Zhang Jing Feng como el general Li.
- Zhang Min cómo narrador.
- Sheng Zi Hang cómo ladrón de espíritus.
- Ao Yi Bo cómo joven ladrón.
- Han Yan Da cómo jefe de la tribu Chang Ying.
- Shi Yi cómo jefe de la tribu Yong Sheng.
- Liu Ling Ling cómo la tía Wang.
- Song Xuan cómo tía Li.
- Wang Dan cómo Madame Lu.
- Xing Xin cómo espíritu gigante.
- Chen An Di cómo empleado de la tienda de ropa.
- Fa Zhi Yuan cómo Er Kui.
- Ma Ming Jie cómo Tercera Señora.
- Chen Jia Yi como Cuarta Señora.
- Wei Chang Peng como Yan Bandit.
- Zhao Yong Qiang como Little Yan Bandit.
- Han Yuan Qing como empleado de la tienda Sedan.
- Yang Yan Qing como Hei Dou Peng.
- Xu Ke como jefe de teatro.
- Hu Hai Dong como Jefe Meng.
- Bai Ying Xiong como líder de equipo de la policía militar.
- Su Shao Hui como Pa Men Zi.
- Li Zhen Qi como líder de pandilla.
- Wang Tao como Guardia.
- Wu Jia Jun cómo Guardia.
- Ma Yan Hui cómo jefe de la tienda Pau.
- Gong Guan cómo bandido de la tribu exterior.
- Zhou Lu cómo madre joven.
- Guo Xi Yao cómo niño.
- Shen Jian cómo A Sheng.
- Yan Juan De cómo Spirit Hunter.
- Zhang Zi Han cómo pequeño espíritu.
- Cui Qiang cómo Herrero.
- Yang Guo Jun cómo jefe de joyería.
- Yang Lu cómo jefe de la tienda de armas.
- Ge Hao cómo jefe de la tienda de ropa.
- Ma Qi cómo Espíritu de piernas largas.
- Luo Ning cómo espíritu mendigo.
- Zhang Zheng cómo espíritu herido.
- Xu Yan Qiao cómo propietario del puesto de Pau.
- Li Xiao Peng cómo Maestro Huang Xuan.
- Man Ning Xi cómo Xi Po.
- Shi Li Jie cómo espíritu de belleza.
- He Jing cómo Huang Bai Ling.
- Tao Rui Cheng cómo Lan Bai Ling.
- Zhang Shu Yan cómo Bai Bai Ling.
- Zhu Peng Cheng cómo espíritu de ratón de biblioteca.
- Han Zhi Gang cómo Shi Guai.
- Xu Wei Long cómo el padre Zhang.
- Ji Bin cómo tía Gu.
- Si Yan cómo instructor de baile.

## Episodios
La serie Thousand Years For You estuvo formada por 36 episodios (versión directa sin cortes) en China.

## Música
La banda sonora de Thousand Years For You OST de la serie está confirmada por diesinueve canciones:
| N⁰ | Artistas      | Canciones                                   | Notas                |
| -- | ------------- | ------------------------------------------- | -------------------- |
| 1  | Ren Jia Lun   | "I" (吾)                                    | (Opening Theme Song) |
| 2  | Zhang Bi Chen | "We Will Meet Again" (有时无期)             | (Theme Song)         |
| 3  | Wang Jing Wen | "Light-year Love" (光年爱情)                | (Theme Song)         |
| 4  | Wang Jing Wen | "The Beginning of the Legend" (传说之始)    | (Theme Song)         |
| 5  | Zhang Xianzi  | "See the Light of Day Again" (重见天日)     | (Theme Song)         |
| 6  | Zhang Bi Chen | "Yun Xi Returns" (云羲归位)                 | (Theme Song)         |
| 7  | U.M.C.        | "Deng Deng's Sad Memories" (登登悲伤回忆)   | (Theme Song)         |
| 8  | Lu Hu         | "Snowy Day" (下雪天)                        | (Theme Song)         |
| 9  | Jian Zi Zai   | "Yun Xi is Coming" (云羲降临)               | (Theme Song)         |
| 10 | Wang Jing Wen | "Distant Memory" (遥远的记忆)               | (Theme Song)         |
| 11 | Ren Jia Lun   | "Stardust" (洒落星尘)                       | (Theme Song)         |
| 12 | Lu Hu         | "Not So Smart" (不太灵光的脑壳)             | (Theme Song)         |
| 13 | Zhang Bi Chen | "Frozen in Time" (时间凝固)                 | (Theme Song)         |
| 14 | Jian Zi Zai   | "Secret Love" (暗生的情愫)                  | (Theme Song)         |
| 15 | Ren Jia Lun   | "Confrontation" (对峙)                      | (Theme Song)         |
| 16 | Zhang Bi Chen | "Yun Xi's Desperate Situation" (云羲的绝境) | (Theme Song)         |
| 17 | Wang Jing Wen | "Final Battle" (终焉之战)                   | (Theme Song)         |
| 18 | U.M.C.        | "Lu Yan and Yun Xi" (陆炎与云羲)            | (Theme Song)         |
| 19 | Lu Hu         | "You Are My Only One" (你是我唯一)          | (Ending Theme Song)  |

## Producción
Fue dirigida por Zheng Wei Wen, Liu Chong Chong y escrita por Fang Qiang Qiang, Zhang Xiu Jie, Ren Zi Wei, Mao Rong.
En la producción contó con Zhang Cheng Xin y Shao Wen Yi, junto con el apoyo del productor ejecutivo Yang Yan y He Mai.

## Transmisión internacional
La serie fue transmitida internacionalmente a través de YouTube, los episodios para la transmisión internacional fue de 36.